# 음력 11월 8일
음력 11월 8일은 음력 11월의 8번째 날이다.

## 사건
- 1971년 - 서울에서 대연각호텔 화재 사고가 발생하다.
- 1991년 - 남북기본합의서 체결.
- 2013년 - 고려대학교 학생이 안암동 정경대 후문에 붙인 ‘안녕들 하십니까?’라는 제목의 대자보가 큰 반향을 불러일으켰다.

## 문화
- 2012년 - 기획재정부, 과천 시대 마감하고 세종특별자치시 시대 개막.

## 탄생
- 1979년 - 대한민국의 배우 송새벽.
- 1983년 - 대한민국의 배우 온주완.
- 1986년 - 대한민국의 희극인 정범균.
- 1988년 -
  - 대한민국의 유도 선수 조준호.
  - 대한민국의 배우 박서준.
- 1989년 - 
  - 대한민국의 가수 유리 (소녀시대).
  - 대한민국의 가수 김예원 (쥬얼리).
- 1990년 - 대한민국의 가수 재효 (블락비).

## 같이 보기
- 음력 360일: 1월 2월 3월 4월 5월 6월 7월 8월 9월 10월 11월 12월
- 전날:11월 7일 다음날:11월 9일 - 전달:10월 8일 다음달:12월 8일
- 양력:11월 8일
- 음력, 윤달